# ملجأ موريسون

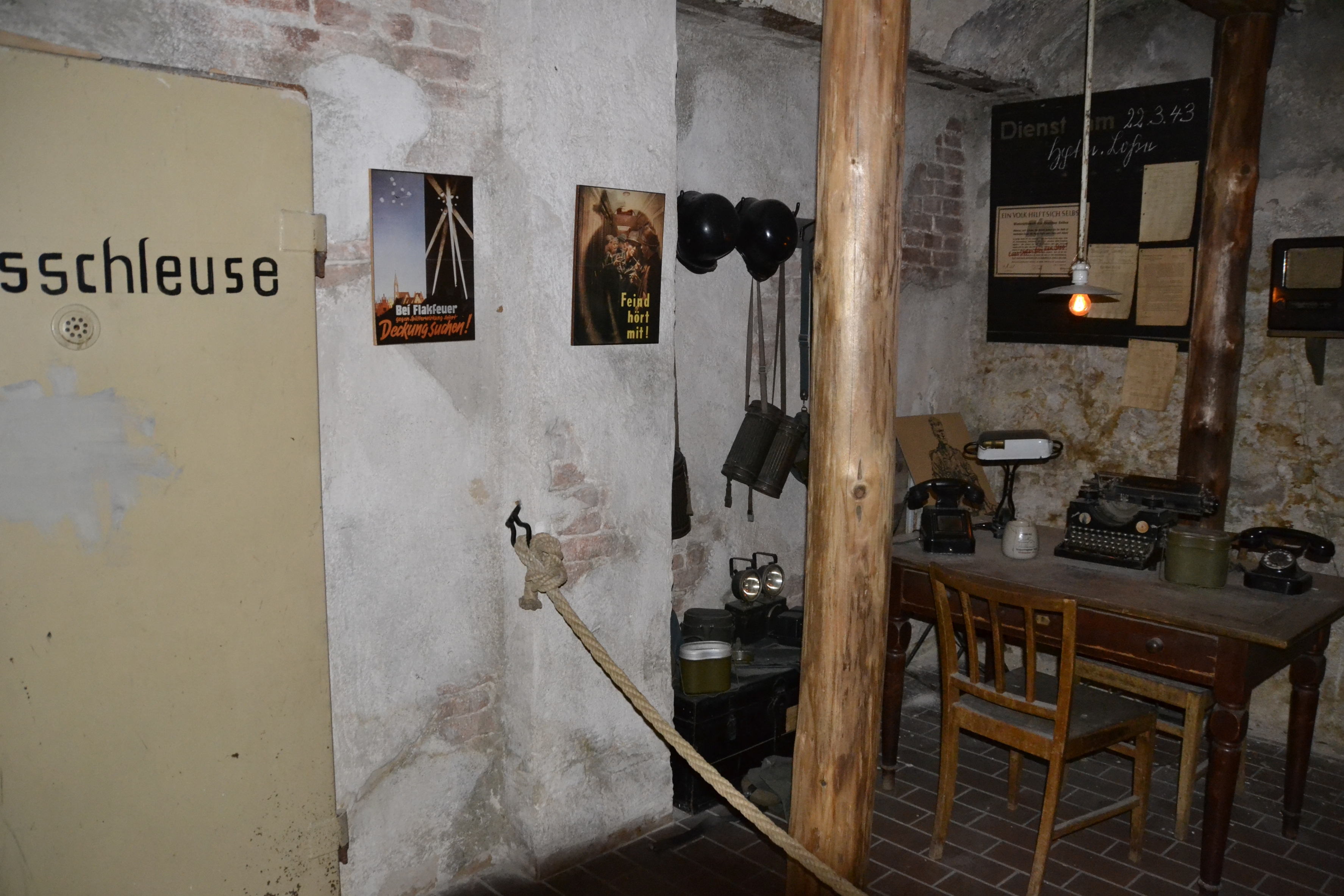

ملجأ موريسون (بالإنجليزية: Morrison shelter) هو ملجا للحماية من الانهيارات والقصف، انتشر استعماله في بريطانيا خلال الحرب العالمية الثانية منذ عام 1941ميلادية استعملوه ضد القصف الألماني عليهم وآلاف المنازل والمباني المنهارة حيث يمتاز بسهولة إمكانية تصنيعه بخلاف غيره وبسهولة تركيبه بأدوات منزلية بسيطة يتوفر عليها الجميع.

## طريقة التركيب
يتم تركيبه على شكل منضدة كبيرة ويمكن عمل سطح المنضدة من الحديد المقوى وألواح الخشب السميك كذلك يمكن عمل ذلك لأعمدة المنضدة ثم يمكن زيادة قوة تحمل الانهيارات من فوقه بتركيب شبك معدني حول الأجناب الأربعة بحيث فتوحاته تكون مستطيلة يكون العرض أفقي والطول رأسي لتحمل الضغط، مثلا: 5سم أفقيا و8سم رأسيا أو 2 بوصة أفقيا في 3 بوصة ؤ رأسيا، والمفيد في الأمر أن تصنيع منضدة أو أكثر يكون داخل البيت بعكس أفكار الملاجيء الأخرى التي تكون خارجها أو في الحديقة مثل ملجأ أندرسون من الألواح المعدنية، فقد تم عمل احصائية في بريطانيا عن ضحايا انهيارات وهدم المباني نتيجة القصف الألماني فوجدو أن أكثر من 97% من الذين استخدموا ملجأ أو منضدة موريسون نجوامن الموت وقتل 3% فقط وأصيب 12% باصابات خفيفة وحتى الذين قتلوا وجد أن طاولاتهم وضعت بشكل غير صحيح، وأما أكثر الضحايا فكانو من أضحاب الملاجيء الخارجية سواءا في الفناء أو الحديقة أو مدفونة تحت الأرض حيث إما كان منهم من يموت أثناء الانتقال من البيت إلى الملجأ أو نتيجة انهيار الملجأ تحت القصف أو نتيجة دفنه نهائيا.